# Edy Ganem

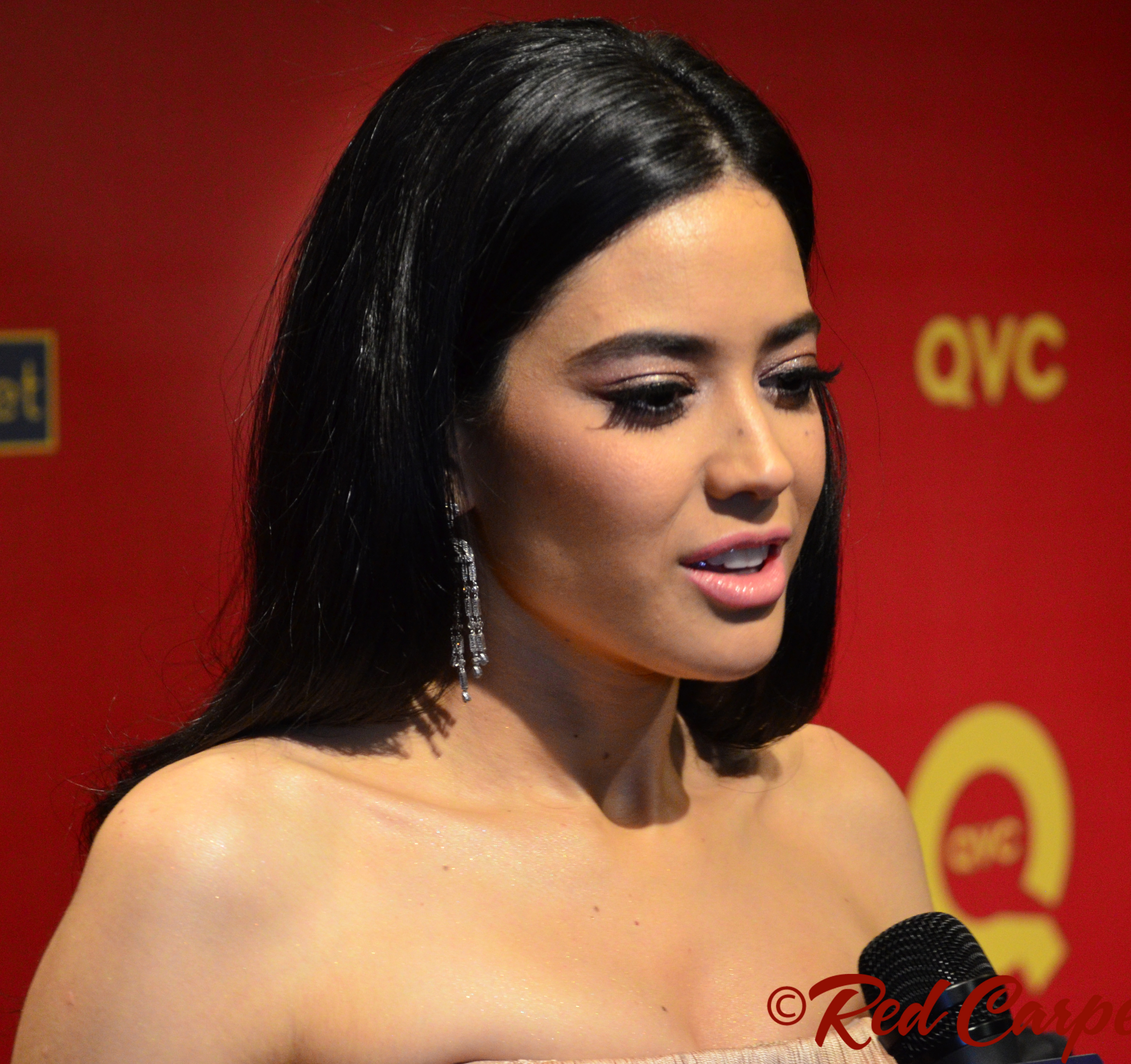
Edy Ganem (2014)

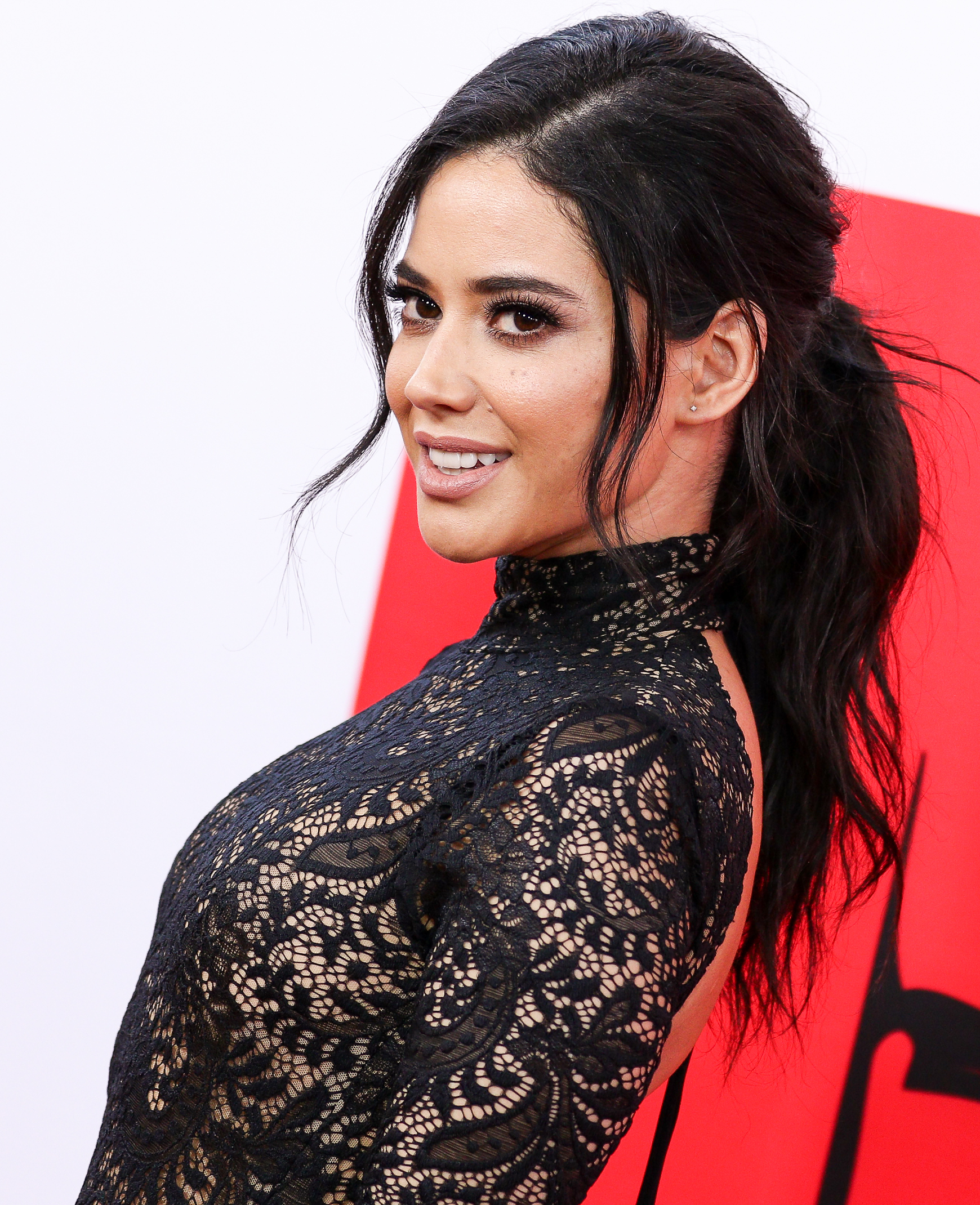
Edy Ganem (2015)

Edurne Ganem (ur. 20 września 1983 w Modesto) – amerykańska aktorka, która wystąpiła m.in. w serialu Pokojówki z Beverly Hills.

## Filmografia

### Filmy
| Rok  | Tytuł                                            | Rola                      | Uwagi                |
| ---- | ------------------------------------------------ | ------------------------- | -------------------- |
| 2009 | The Way to Happiness                             | Andi Bali                 |                      |
| 2010 | Las Angeles                                      | Conchita                  |                      |
| 2010 | Roundabout                                       | Linda                     | krótkometrażowy      |
| 2010 | The Loneliest Road in America                    | Amarantha                 |                      |
| 2010 | Black Limousine                                  | Dolores                   |                      |
| 2011 | Salvador                                         | Iris                      | krótkometr.          |
| 2011 | Lucha                                            | Lucha                     | krótkometr.          |
| 2011 | Sex/Absurd                                       | Kacie                     |                      |
| 2011 | Laptop                                           | Jenny Mendez              | krótkometr.          |
| 2011 | Do szaleństwa                                    | Isabelle                  | nieuwzgl. w napisach |
| 2011 | Po drugiej stronie trumny                        | Gina                      |                      |
| 2012 | Unspoken                                         | Anna                      | krótkometr.          |
| 2012 | Ojalá                                            | młoda Olga                | krótkometr.          |
| 2012 | Lola's Love Shack                                | Felicia                   |                      |
| 2012 | Goodbye, I Love You                              |                           | krótkometr.          |
| 2013 | Violeta                                          | Carmen                    | krótkometr.          |
| 2015 | Ana Maria in Novela Land                         | Ana Maria / Ariana Tomosa |                      |
| 2015 | Tattooed Love                                    | Yesenia                   |                      |
| 2017 | Created Equal                                    | Alejandra B.              |                      |
| 2017 | After the Wedding                                | Mariana Diaz              |                      |
| 2017 | Blood Heist                                      | Sophie                    |                      |
| 2019 | Beneath Us                                       | Sandra Silva              |                      |
| 2019 | Un sentimiento honesto en el calabozo del olvido | Bocaraca                  |                      |
| 2020 | Useless Humans                                   | Chum                      |                      |
| 2020 | In Other Words                                   | Karina Salas              |                      |
| 2021 | Color Box                                        | Lucia                     |                      |
| 2022 | Free Dead or Alive                               | Eva                       |                      |
| 2023 | Fool's Paradise                                  | The Daughter              |                      |

### Telewizja
| Rok       | Tytuł                             | Rola             | Uwagi          |
| --------- | --------------------------------- | ---------------- | -------------- |
| 2008      | Life, Love & Hollywood            | Modelka          | 1 odc.         |
| 2008      | U nas w Filadelfii                | Model Contestant | 1 odc.         |
| 2008      | Ekipa                             | różne role       | 3 odc.         |
| 2008      | CSI: Kryminalne zagadki Las Vegas | tancerka Go-Go   | 1 odc.         |
| 2010–11   | Livin' Loud                       | ona sama         | 6 odc.         |
| 2012      | The Cleveland Show                | Flora (głos)     | 1 odc.         |
| 2012      | Rob                               | Monica           | 1 odc.         |
| 2013–2015 | Pokojówki z Beverly Hills         | Valentina Diaz   | w gł. obsadzie |
| 2019      | Made for You with Love            | Amanda           | film TV        |
| 2019      | Undone                            | Marta            | 1 odc.         |
| 2019–2020 | The Neighborhood                  | Sofia            | 3 odc.         |
| 2021–2022 | Bob Hearts Abishola               | Olivia           | 3 odc.         |
| 2022–2023 | 9-1-1                             | DIYer            | 3 odc.         |